# 宇土城
宇土城（うとじょう）位於日本熊本縣宇土市。別稱鶴の城（つるのしろ）。因同市神馬町亦有一座中世紀期建築物－宇土古城，故中世宇土城與近世宇土城結合併寫。

## 概要

### 中世宇土城
宇土古城，別名西岡台。宇土古城的築城年代還沒有確認，但一說是永承3年（1048年），關白藤原道隆來到西岡台這個高39米的丘陵上建造了宇土城。在南北朝時代的城主，宇土高俊呼應南朝一方勢力，佔領隔壁的郡浦莊園押等，於宇土半島行動活躍，但自始之後中世宇土城成為了空城。

### 近世宇土城
1587（天正15）年，豊臣秀吉平定九州，佐佐成政受封肥後國，唯佐佐成政治理不力，领内引发一揆动乱，秀吉派出小西行长与加藤清正共同前往镇压，因功得到肥后南半国宇土郡、益城郡、八代郡二十四万石领地，隨後又與加藤清正合力平定肥後的天草之亂。平定後小西行長於1588年在中世宇土古城之東500米、13米高的小山丘上築起了宇土城作為居城。
關原之戰加藤清正知悉黑田如水在石垣原打敗大友義統後集結部隊轉向率領8500兵攻往宿敵小西行長的宇土城，在小西行長出陣關原後宇土城由其弟小西行景鎮守，但是實際上的指揮官卻是家老內藤如安。
加藤清正率兵分別由陸水兩路進攻，陸軍在城下町放火，而水軍則動用十多艘戰船向宇土城進攻，卻遭熟悉水戰的內藤如安以大砲轟炸慘敗，宇土城內的士氣亦因而十分高昂，這導致加藤清正一時三刻難以攻下，雙方因此陷入拉鋸戰。直到十月中，小西行長麾下的兩名火鎗隊隊長逃回宇土城，向城內眾人發佈西軍在關原的戰敗的消息，城內士兵士氣大潰。因此，小西行景決定以自身性命交換城兵人民的安全。十月廿三日，小西行景向加藤清正開城投降並自刃身亡。
加藤清正攻破宇土城後論功行賞，獲得小西行長的領地，成為肥後五十二萬石的大名。清正將宇土城當作自己的隱居城，修改了宇土城的主曲輪。但由於江戶幕府於日本在元和元年（1615年）6月13日所發佈的一國一城令，由大名所居住作為政廳所在的城只能保留一個，其餘的城必須全部廢除。而在肥後國，除了熊本城外，宇土城和八代城等名城亦無一幸免。

## 構造

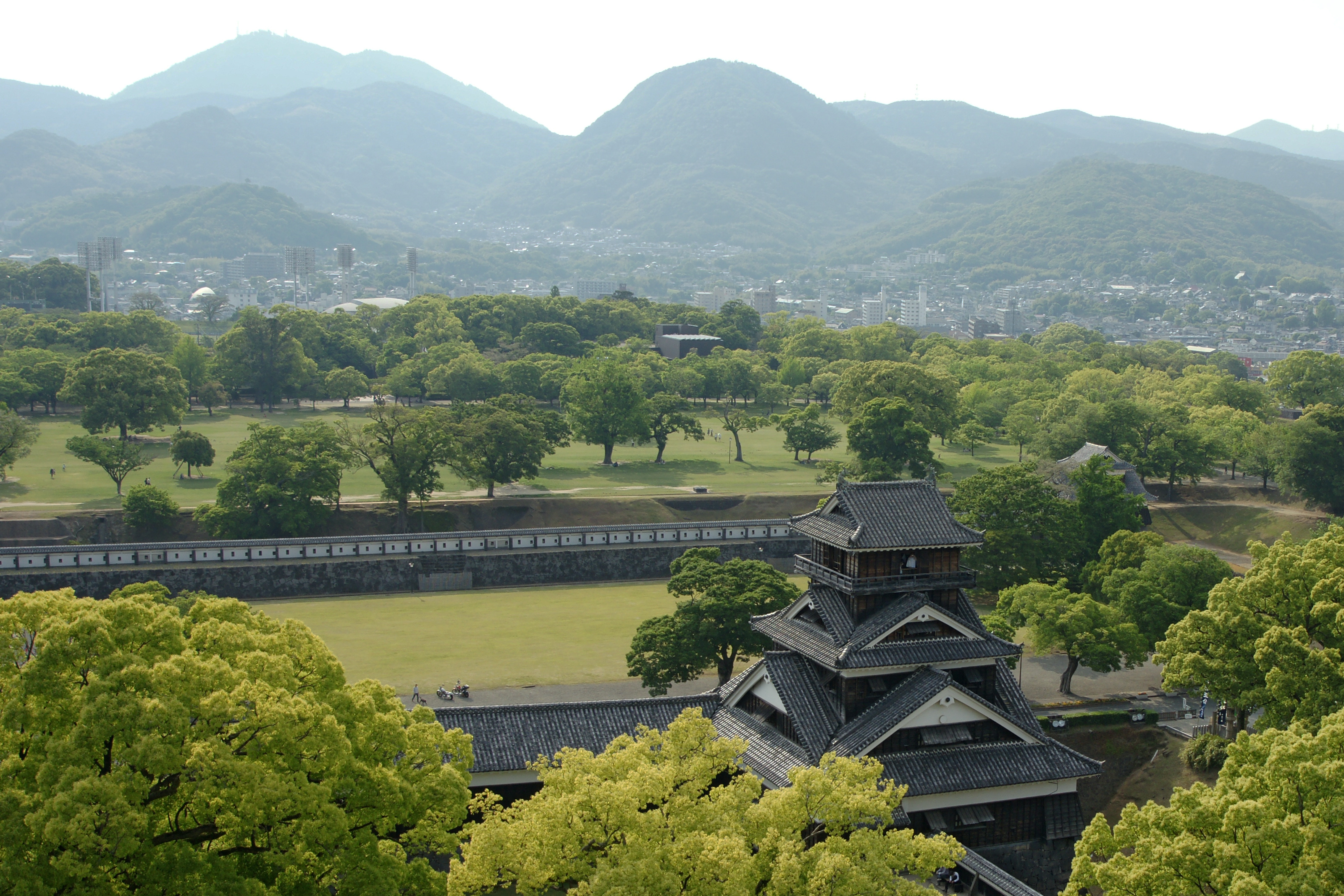
於熊本城內的宇土橹

因一併觀看中世和近世宇土城，就像仙鶴展開了牠的翅膀一樣，所以被稱為鶴の城。

### 規劃
小西行長在建造宇土城時，主城的範圍被精心定界。城池的面積很大，在當年是一個特點。行長亦從中世宇土城汲取了設計主要防備的技巧，並將技巧改良和加建於近世宇土城中。用外層護城河和內堀包圍城堡的本丸、二之丸和三之丸，以全新的形式經營宇土城。這三個穩重的城郭構成城堡的中心部分高16.3米，並在中心部分築起了13米高的石垣，圍上了空壕再放置五道城門。
小西行長著手的不僅僅是城郭的實體，還有與武家屋敷，城下町和水堀根據運河結合而形成「惣構」，顯示了行長注重城池的防禦特性。

### 天守
大天守規模龐大，外觀三重、內部樓高五層及地下一層，高9公尺，內部全是原木建築。三重天守是當年新式築城法的先驅，而在一、二重東西側的外觀建築為歇山式破風設計，其直線式破風造型亦獨樹一格。熊本城其中被稱為「第三座天守」的宇土櫓，便是從宇土城中搬遷加建，如今宇土櫓已成為日本國家級重要文化遺產。

### 街道
小西行長在築城途中，也一併進行著宇土市古城町街道的整備。行長很好地運用了博多町割奉行的經驗，利用商業的原理，設計像棋盤一樣的格局。首先配置南北四條主要幹線，然後於主要幹道之東西配置横丁，即二排商業大街，此方法大大有利於商業之發展。

### 水道
小西行長在宇土城之外圍修理宇土河和船場河，把船場河作為宇土城外層護城河的第一線防備，同時宇土河也成了城町運河主要水道。現在，在宇土城只能看到宇土細川藩的轟泉水道之改建，行長的兩用水道形式已經消失。

## 宇土櫓
熊本城有一棟櫓，名為宇土櫓，相傳是與宇土城天守閣有關。宇土櫓是現存櫓中最大規模的，因其歷史價值而被列為日本重要文化財。
宇土櫓的由來眾說紛紜，一傳是如櫓內展示文獻中記載宇土櫓是由小西行長所建造的宇土城天守閣拆解後搬到熊本城組裝的，亦有傳如熊本城官方網站所說宇士橹的命名是由於曾是宇土城主的小西行長家臣置身於此櫓附近而命名，但是否史實則不能確定。
宇土櫓結構為三重五階地下一階。因其結構和規模與天守閣無差而被稱為熊本城的「第三座天守」。
在現存的近代建造的天守、櫓之中，宇土櫓是第四高，僅次於姬路城、松本城及松江城。
宇土櫓因避過西南戰爭的熊本城火災而得以完整地保留下來，是現存十二棟三重櫓之一，亦是現存三重櫓中唯一一棟三重五階櫓，因此被列為日本重要文化財，極具歷史價值。
2016年熊本7.3級大地震，造成熊本城多處城牆石垣及屋瓦崩落。雖然宇土櫓右方連接著的続櫓和二重櫓在地震中倒塌，宇土櫓也受到一定的傷害，但五階櫓本體和下方石垣始終抵住地震的破壞。雖為400年前的建築，仍然能抵擋現今地震，可謂體現堅實的防禦能力，亦因此被國民稱為「不屈之櫓」。